# Federico Giunti
Federico Giunti, född 6 augusti 1971 i Perugia i Italien, är en italiensk fotbollstränare och före detta spelare. Han har spelat för landslaget en gång, vänskapsmatchen mellan Italien och Bosnien och Hercegovina 1996. Han har spelat i bland annat AC Milan och Beşiktaş JK. Giunti var också en frisparksspecialist. 